# Katharinenkloster (Rostock)

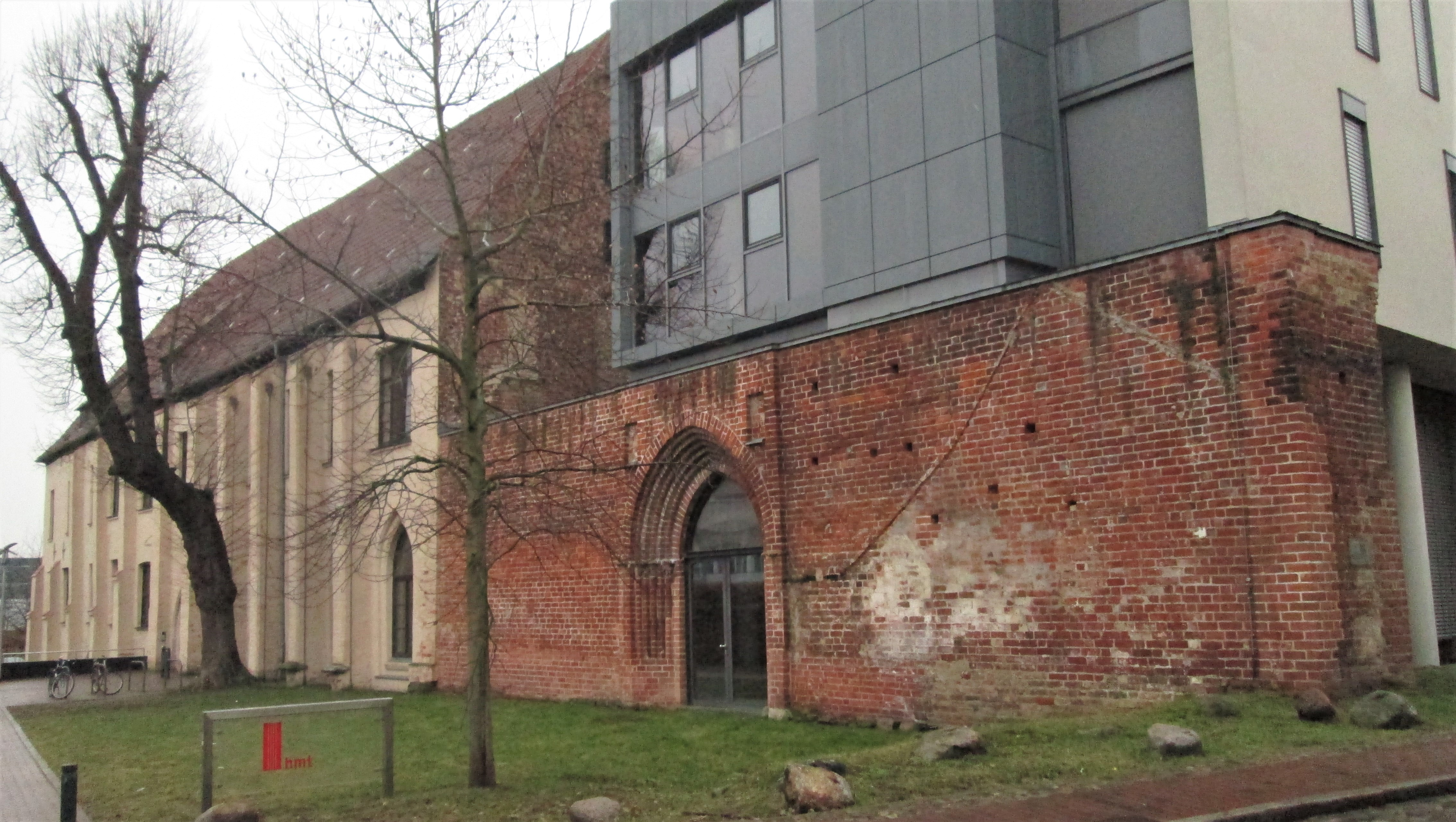
Die Westseite heute (2017)

Die Lage des Katharinenklosters im Norden der Rostocker Altstadt

Das Rostocker Katharinenkloster war eine Klosteranlage der Franziskaner im Stil der Backsteingotik, von der einige bauliche Reste erhalten sind. Das Kloster war Katharina von Alexandria geweiht; es entstand vor der Mitte des 13. Jahrhunderts und wurde infolge der Reformation aufgelöst. Von 1998 bis 2001 wurden an die verbliebenen historischen Bauten moderne Gebäude angefügt, in denen heute die Rostocker Hochschule für Musik und Theater ihren Sitz hat.

## Lage

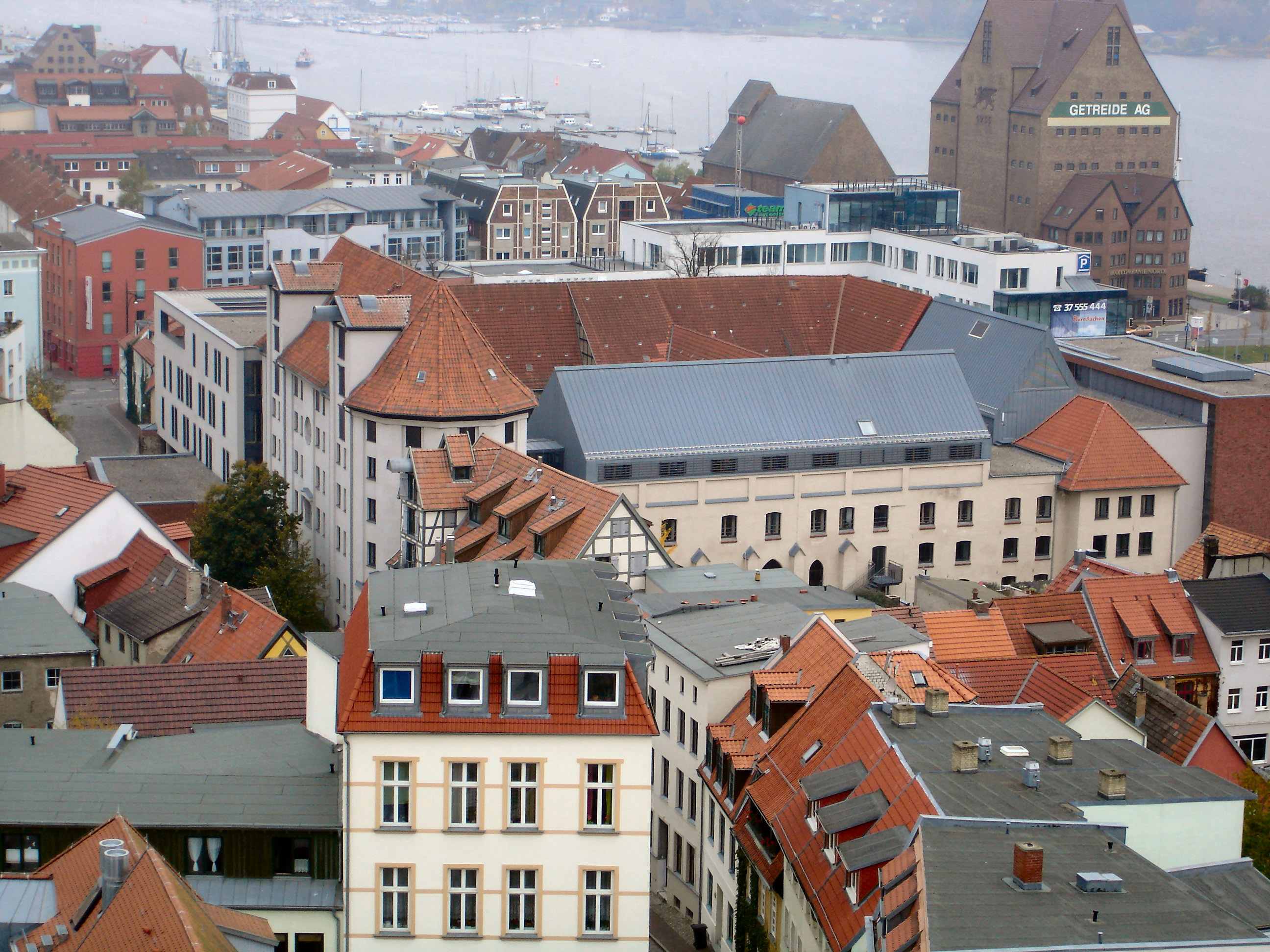
Die Lage nahe der Warnow (Blick von Osten)

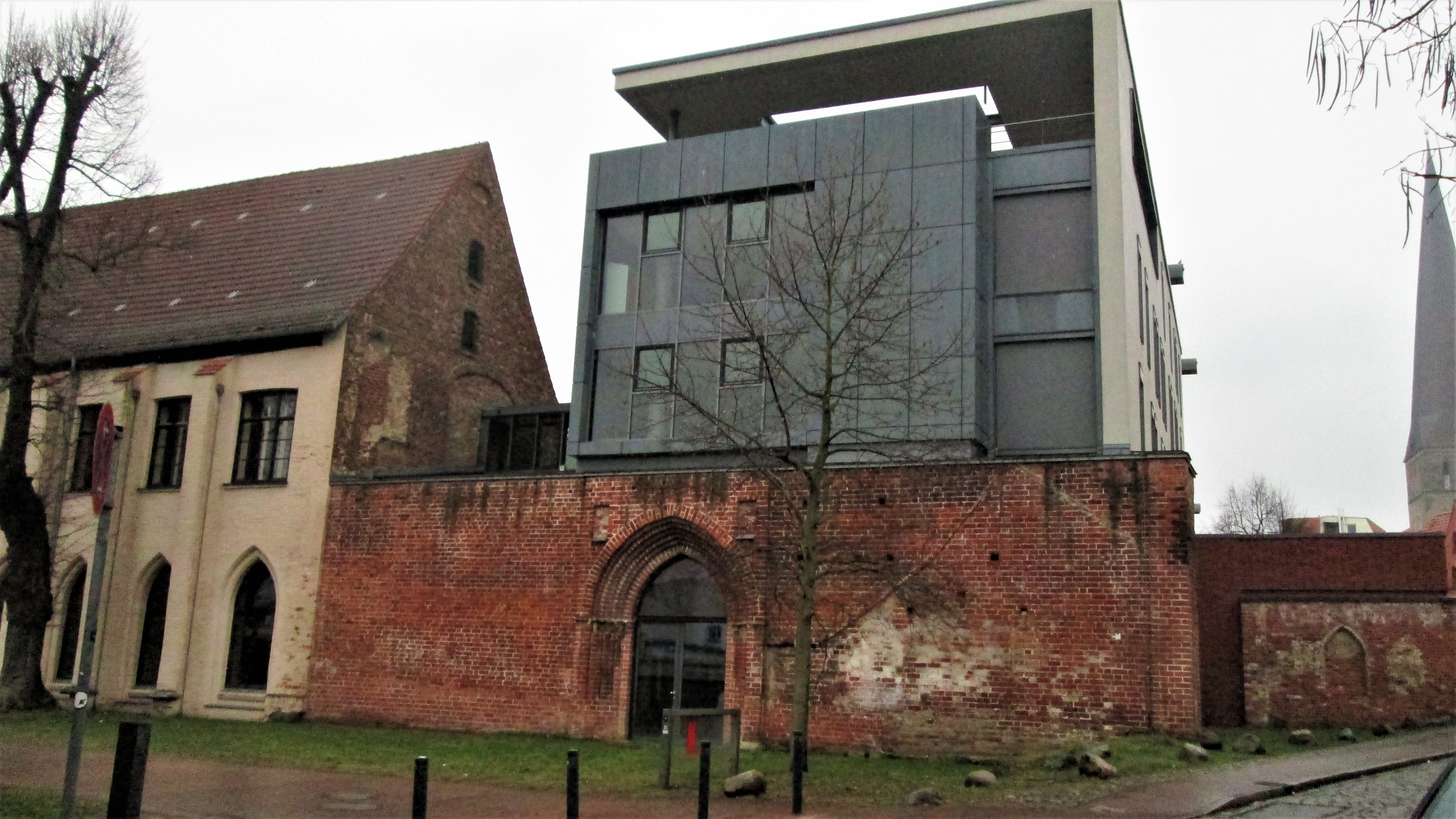
Klostermauer und Neubau der Hochschule (2017)

Das vor 1243 gegründete Katharinenkloster war neben dem Dominikanerkloster St. Johannis, das völlig aus dem Stadtbild verschwunden ist, und dem weitgehend erhaltenen Zisterzienserinnenkloster Zum heiligen Kreuz eins der drei mittelalterlichen Klöster innerhalb der Stadtmauern. Ein viertes, das Kartäuserkloster Marienehe, befand sich in der Nähe des gleichnamigen Dorfes und wurde 1559 abgerissen. Von diesen vier Anlagen gilt das Katharinenkloster als das älteste.
Die Klosteranlage befindet sich im Nordabschnitt der historischen Rostocker Altstadt, also des Gebietes zwischen einem „Grube“ genannten damaligen Nebenarm der Warnow, der heutigen Grubenstraße, und der östlichen Stadtmauer. Im Süden wird die Anlage von den Straßen Beim Waisenhaus und Beim Katharinenstift begrenzt, während das recht weiträumige Klostergelände im Westen durch die Grube und im Osten durch die Faule Straße eingerahmt wird. Es war ein Merkmal aller innerstädtischer Klöster in Rostock wie auch in mehreren anderen mecklenburgischen Städten, dass sie in der Nähe zur Stadtmauer errichtet wurden. Das Katharinenkloster befand sich nah der hafenseitigen Mauer, von welcher zwischen Gruben- und Wendenstraße ein einziges Teilstück erhalten blieb. Es war verkehrsmäßig günstig an den Hafen und den Altstadtmarkt angebunden.
Die Klosterkirche befand sich im Süden der Anlage, westlich davon lag der Friedhof des Klosters. Nördlich von Friedhof und Kirche schlossen sich, verbunden durch den Kreuzgang, zwei Wohn- und Wirtschaftsgebäude an.

## Geschichte

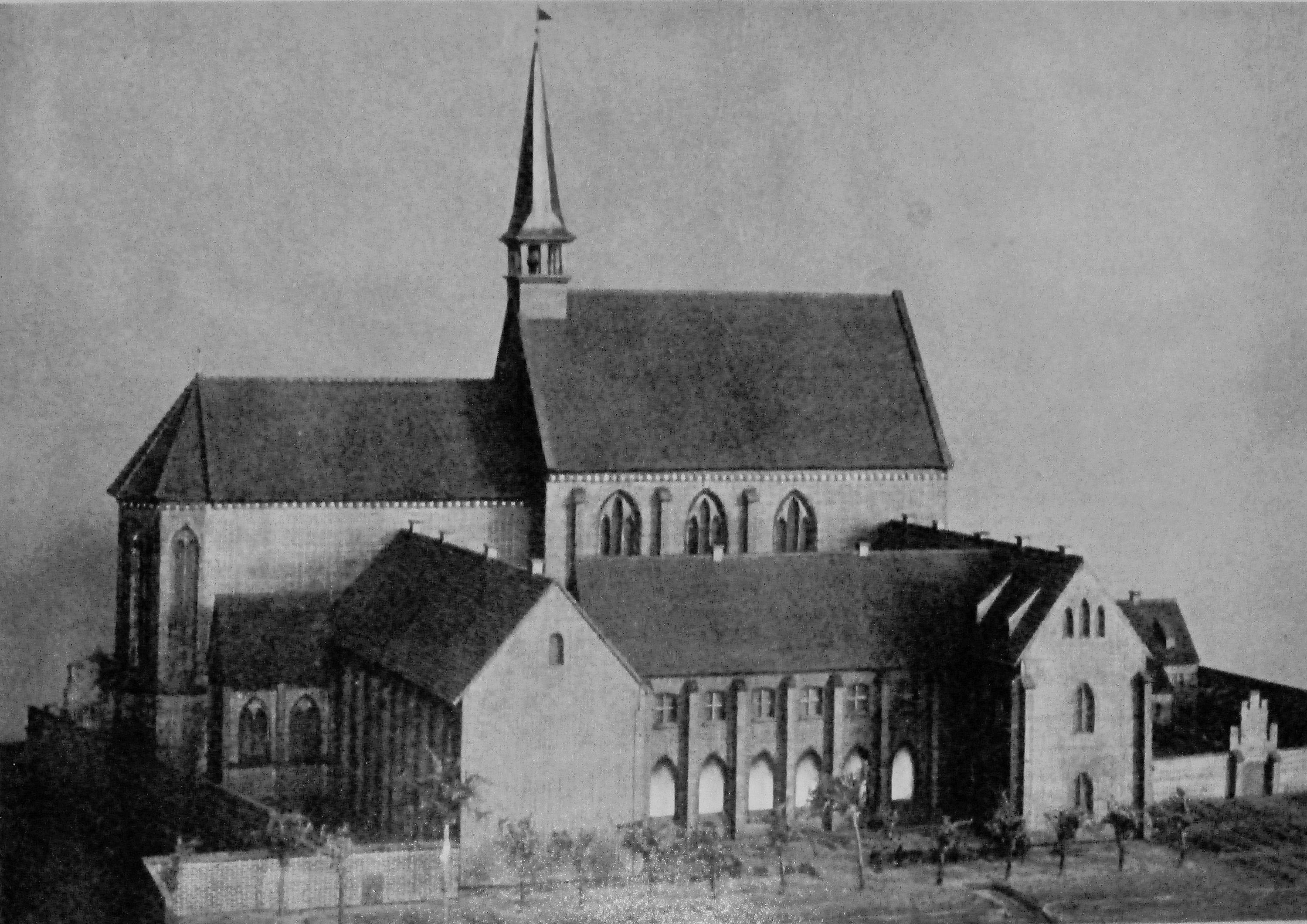
Rekonstruierte Ansicht (Blick von Norden)

### Gründung
Der erste schriftliche Beleg für die Anwesenheit von Brüdern des 1210 gegründeten Franziskanerordens stammt von 1243, da in einer Rostocker Urkunde aus diesem Jahr ein Mitglied dieses Ordens erwähnt wird, und zwar Eylardus fratrum minorum gordianus („Eylardus, Guardian der Minderbrüder“). Die Franziskaner wurden wegen ihrer Kleidung auch als Graue Brüder bezeichnet. Sie gingen barfuß. Die Bezeichnung Eylards als Guardian weist darauf hin, dass zu dem Zeitpunkt ein Konvent mit mehreren Mitgliedern bestand und dass der Obere dieser Niederlassung in der Stadt bereits so angesehen war, dass er als Zeuge eines Rechtsaktes auftreten konnte. Die Gründung des Franziskanerklosters in der damals noch jungen Kaufmannstadt Rostock erfolgte also einige Jahre vor 1243 und ging wohl vom 1225 gegründeten Lübecker Katharinenkloster aus, jedenfalls gehörte das Kloster dann zur Lübecker Kustodie der sächsischen Ordensprovinz („Saxonia“). Archäologische Untersuchungen ergaben, dass bereits ab 1234 Baulandgewinnungsmaßnahmen auf dem Gelände beschrieben wurden, durch die ein Strandabschnitt der unteren Warnow in hochwassersicheres Bauland umgewandelt wurde.
Das Kloster wurde auf einem ehemaligen wendischen Burggelände auf einer Anhöhe am Amberg erbaut. Als Stifter kommt Fürst Heinrich Borwin III. in Frage, zu dem der erste Guardian Eylard offenbar guten Kontakt hatte. Eylard war von 1248 bis zu dessen Tod 1249 auch Beichtvater des Schweriner Bischofs Wilhelm und hatte insgesamt eine große Bedeutung für die gesellschaftliche Anerkennung des Franziskanerordens in Mecklenburg. Ursprünglich lag die Klosteranlage auf einem der weniger begehrten Bauplätze vor der westlichen, aus Holz errichteten Stadtgrenze der eigentlichen Altstadt, da diese sich zunächst am Altstadthügel um die Petrikirche konzentrierte. Recht schnell wurde jedoch auch das zur Grube hin abfallende Gelände besiedelt, so dass das Kloster in die 1265 entstandene Gesamtstadt Rostock miteinbezogen wurde. In der Nachbarschaft des Klosters waren vor allem Handwerker und Kleinhändler – Krämer, Schlachter, Bäcker – ansässig.

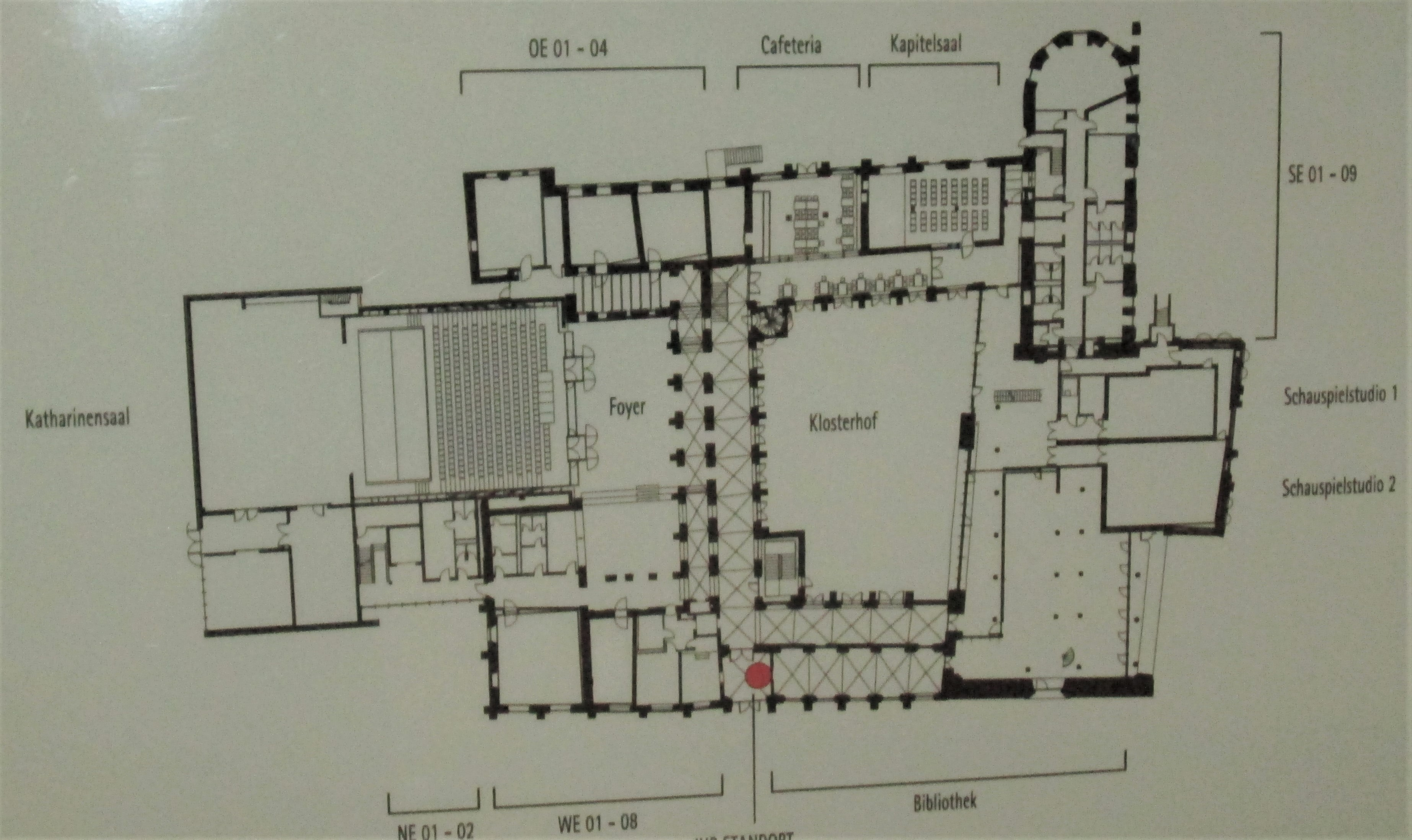
Grundriss der heutigen Hochschule für Musik und Theater

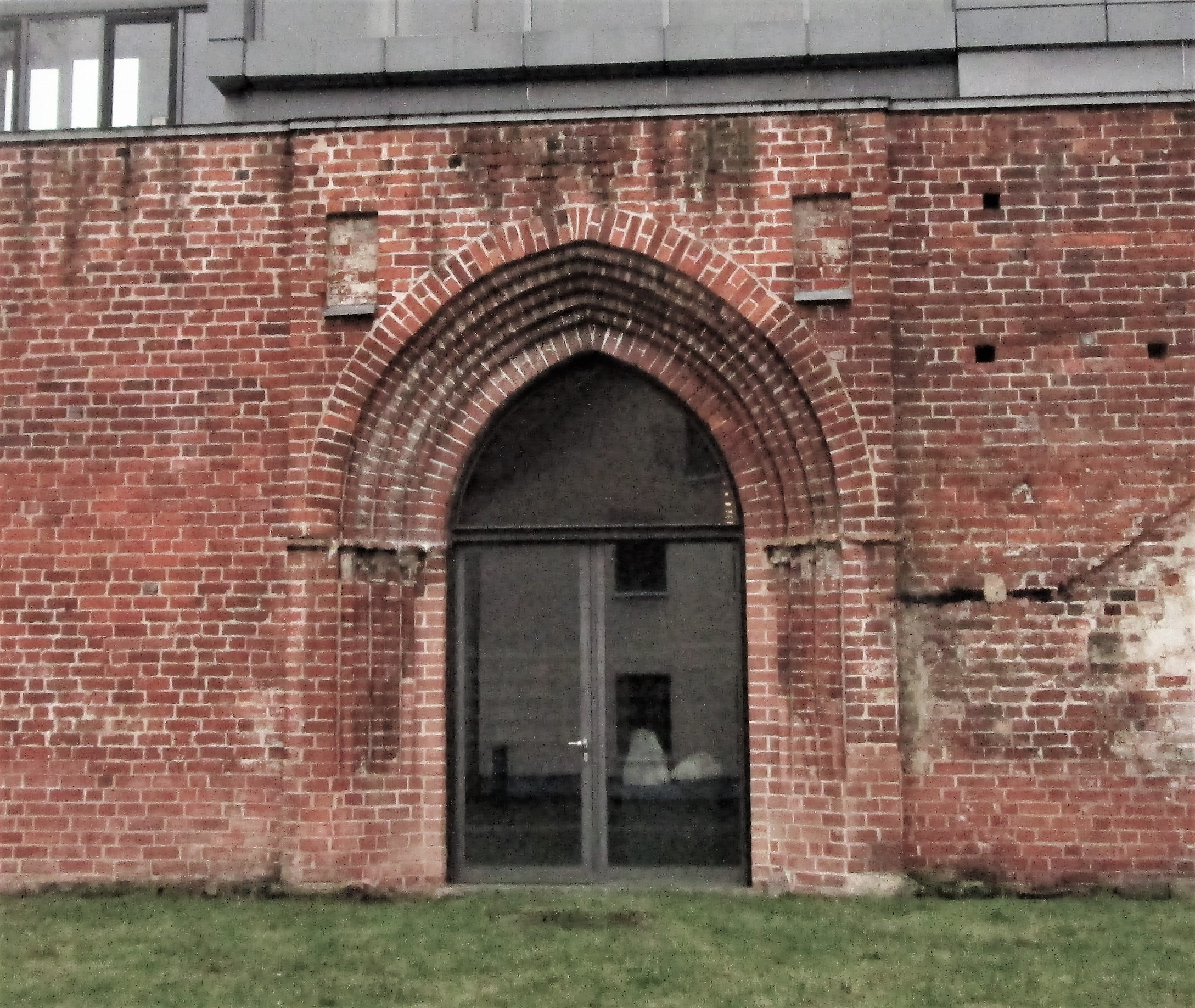
Erhaltenes Spitzbogenportal der gotischen Klosterkirche

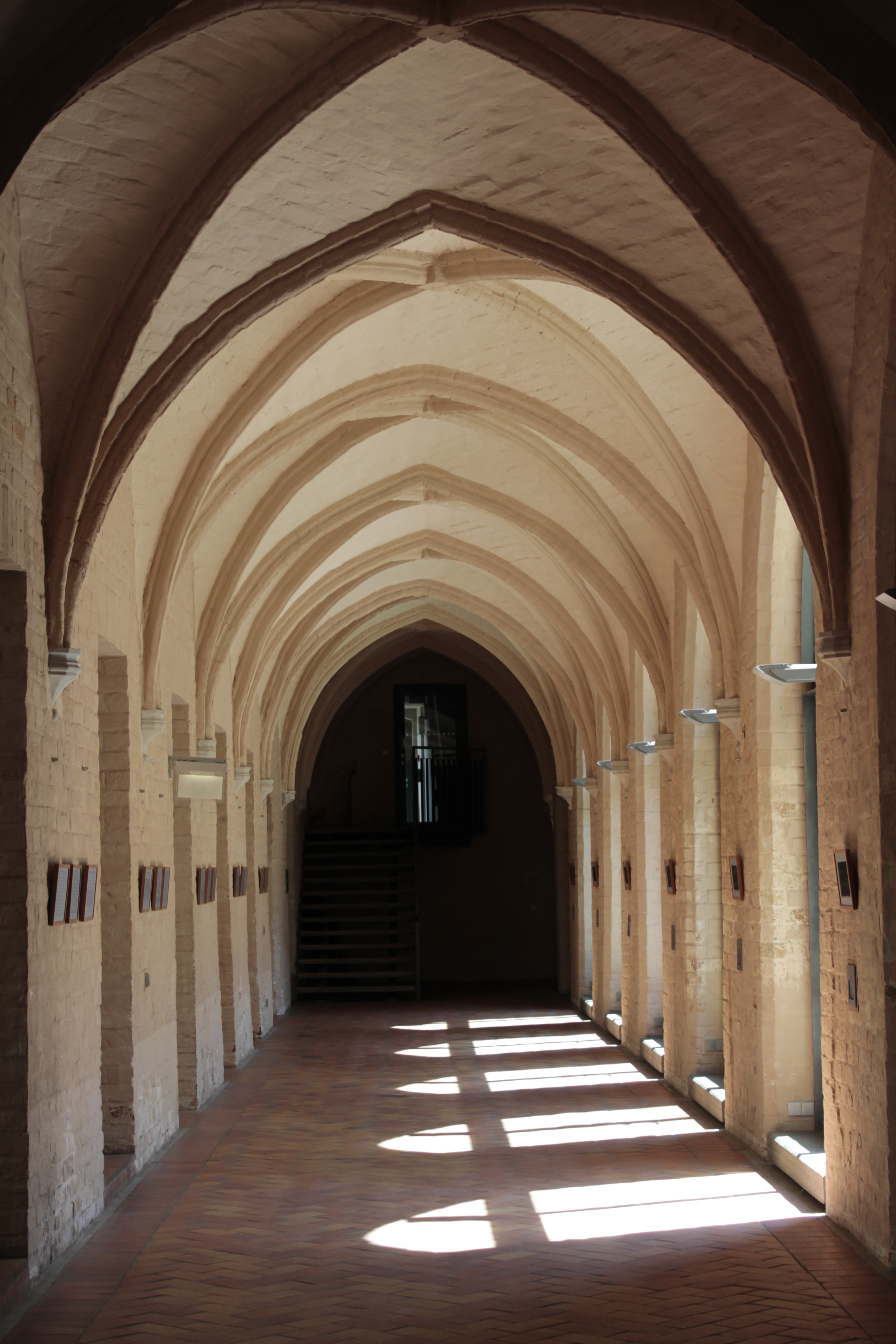
Der Kreuzgang (2015)

Eine Klosterkirche wurde 1259 als ecclesia fratrum minorum in Rostoch zum ersten Mal erwähnt. Die erste Kirche war wahrscheinlich eine spätromanische Saalkirche aus dem ersten Drittel des 13. Jahrhunderts, die die Franziskaner bei der Klostergründung übernahmen. Ein Stadtbrand zerstörte diese Kirche und erste hölzerne Klosterbauten im Jahr 1262. Die dann errichtete Klosterkirche war eine einfache dreischiffige, frühgotische Hallenkirche mit kurzem, zweijochigen Chor im Stil einer Bettelordenskirche mit dem Patrozinium der heiligen Katharina von Alexandrien. Gleichzeitig entstanden steinerne Klosterbauten nördlich der Kirche um einen Hof, die im 14. und 15. Jahrhundert mehrfach erweitert und umgebaut wurden. Im Erdgeschoss des Ostflügels, der an den Chor der Kirche anschloss, lagen Versammlungsräume, möglicherweise der Kapitelsaal und eine geheizte „Konventsstube“ als Arbeits- und Besprechungsraum. Im Stockwerk darüber befand sich das Dormitorium zum Schlafen und Arbeiten („lese und Slaphuse“), höchstwahrscheinlich mit Zellen-Einbauten für die einzelnen Brüder, wie es bei den Franziskanern üblich war. Im Obergeschoss des Westflügels verfügte das Kloster wahrscheinlich über einen Saal, der für Versammlungen mit Laien oder als Bibliothek genutzt worden sein könnte. Die zum Teil erhaltenen Kreuzgänge waren mit Kreuzrippengewölben überfangen und öffneten sich mit Spitzbogenarkaden zum Innenhof. Auch die Kirche wurde Baumaßnahmen unterzogen, das Langhaus erhielt möglicherweise erst nachträglich ein Gewölbe, und im 14. Jahrhundert wurde ein hoher spätgotischer Langchor mit Gewölbe gebaut.
Bereits 1283 tagte im Katharinenkloster das Provinzkapitel der Saxonia; dafür standen offenbar inzwischen ausreichend große Räumlichkeiten zur Verfügung. Möglicherweise unterhielt das Kloster in der Petrivorstadt bis 1325 eine Ziegelei, die 1360 abgerissen wurde. Weitere Provinzkapitel tagten 1310, 1343, 1388 und 1509 in Rostock. Im Klarissenkloster Ribnitz waren Franziskaner aus Rostock und Wismar mehrfach als Beichtväter tätig und vertraten als Guardiane den Nonnenkonvent kirchen- und zivilrechtlich nach außen. In Güstrow unterhielten die Rostocker Franziskaner, genau wie die dortigen Dominikaner, eine Terminei zum Almosensammeln und als seelsorgerlichen Stützpunkt. Mit der Gründung eines observanten Franziskanerkonvents in Güstrow 1509 wurden die Rostocker Brüder aufgefordert, sich von dort zurückzuziehen.

### 14.–16. Jahrhundert
Das Kloster war ins politische und gesellschaftliche Leben der Stadt Rostock eingebunden. Im Kloster fanden öffentliche Versammlungen statt und wiederholt beglaubigten oder transsumierten die Klosteroberen Urkunden oder traten als Zeugen in Gerichtsverfahren auf; so sagten sie 1373 zugunsten des Bürgermeisters und des Stadtrates aus, als Bischof Friedrich von Schwerin gegen diese beim Papst schwere Vorwürfe wegen Ungerechtigkeiten und Vergehen erhoben hatte. Bei innerstädtischen Auseinandersetzungen traten die Franziskaner nicht besonders in Erscheinung. Das Verhältnis zum Pfarrklerus in Rostock verlief ohne Spannungen, es gab vereinzelt sogar Stiftungen von Weltpriestern an die Mendikantenklöster. Die Klosterkirche diente seit dem 14. Jahrhundert als Grablege für Rostocker Familien.

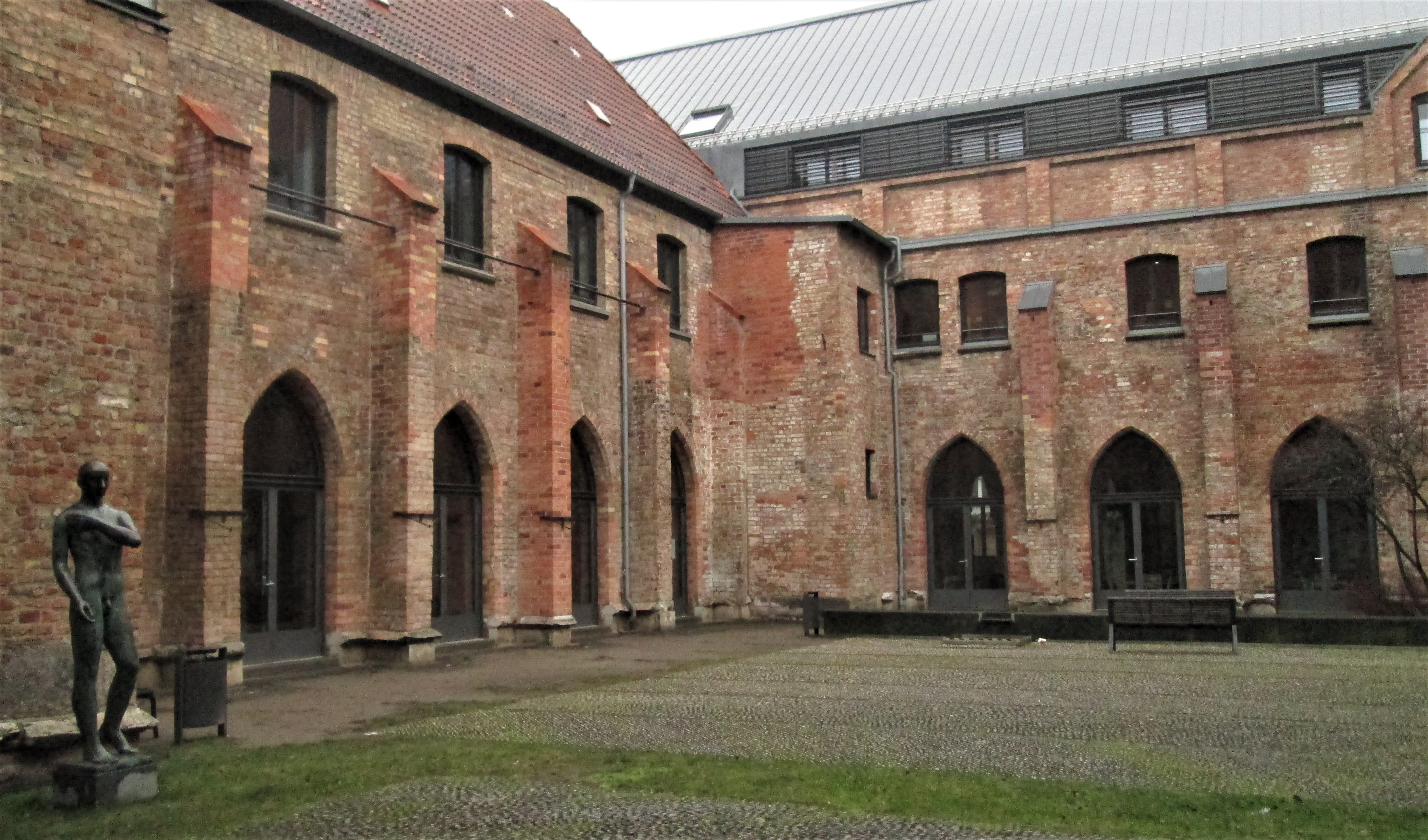
Innenhof der Hochschule für Musik und Theater mit Kreuzgang („Klosterhof“, Nord- und Ostflügel, 2017)

Das Kloster war eines der Generalstudienhäuser der Saxonia zur theologischen und philosophischen Ausbildung des Ordensnachwuchses. An der 1419 gegründeten Universität Rostock studierten mehrfach Franziskaner, die von den Ordensoberen verschiedener Provinzen dorthin versetzt wurden und nach dem Studium als Lektoren für Theologie und Philosophie in anderen Klöstern wirken sollten, so etwa Thomas Murner aus Straßburg. Mit seiner umfangreichen, nur zum kleinen Teil erhaltenen Bibliothek war das Katharinenkloster eines der geistigen Zentren in Rostock. Die über 640 Drucke deckten viele Bereich des mittelalterlichen Wissens ab; neben theologischen und philosophischen gab es auch medizinische, juristische, astronomische und historiographische Werke. Als akademische Lehrer waren die Provinzialminister Matthias Döring und Eberhard Runge sowie der Theologe Johannes Bremer an der Universität tätig.
Die Franziskaner erhielten durchgehend Stiftungen und Vermächtnisse, die aber, entsprechend der im Orden geltenden Armutsregeln, nicht in ihren Besitz übergingen, sondern von Rostocker Ratsmitgliedern als Prokuratoren verwaltet wurden. Einzelne Stifterinnen nahmen in der Nähe des Konvents Wohnung – so in einem Nachbarhaus einige Beginen, mit denen die Franziskaner im 13. und 14. Jahrhundert Kontakt pflegten – oder wurden als Mägde in die Konventsgemeinschaft aufgenommen. Dennoch gerieten die Franziskaner zeitweise in wirtschaftliche Schwierigkeiten, etwa um die Wende zum 14. Jahrhundert.
Ab etwa der Mitte des 14. Jahrhunderts ist zu beobachten, dass Stifter ihre Gabe mit dem Wunsch nach Seelenmessen oder Jahrzeit-Messen als Jahresstiftungen verbanden, mitunter an einem bestimmten Altar oder zu einem bestimmten Termin. Ab etwa 1340 sind Stiftungen zu verzeichnen, die nicht mehr an den Konvent, sondern an einzelne Brüder in Form von Leibrenten gemacht wurden. Die letzte Stiftung ist für 1522 nachweisbar. 1526, zu Beginn der Reformation, gab es in der Kirche 19 Altäre, und etwa 40 Brüder gehörten zur Gemeinschaft. Ausweislich der Familiennamen rekrutierte sich der Nachwuchs für das Kloster auch aus Rostocker Familien. Die Martinianischen Konstitutionen mit einer Rückbesinnung auf das franziskanische Armutsideal übernahmen die Brüder in Rostock nur zögernd um die Wende zum 16. Jahrhundert.
Für die Geschichte der Sächsischen Franziskanerprovinz ist bedeutsam, dass am 14. September 1509 im Rostocker Konvent ein Provinzkapitel stattfand, an dem 400 Brüder teilnahmen, die unter Leitung von Provinzial Ludwig Henning beschlossen, die von Papst Julius II. erlassenen Statuta Julii zur Reform des Ordenslebens im Sinne einer strengeren Beachtung des Armutsgelübdes zu übernehmen. Die Teilung des Ordens in Observanten und Konventualen 1517 und die Teilung der observanten Sächsischen Provinz 1518 konnte dadurch jedoch nicht verhindert werden.

### Reformation und Aufhebung
Die Reformation kam 1523 nach Rostock, als Herzog Heinrich V. Joachim Schlüter (Slüter) mit der evangelischen Predigt in der Kirche St. Petri beauftragte. Während die Rostocker Dominikaner entschieden gegen die neue Lehre vorgingen, setzten sich einzelne Franziskaner aktiv für die Ausbreitung der Reformationsideen ein, so Stephan Kempe, der 1521 in Rostock eingetreten war und ab 1523 in Hamburg erster Kirchenreformator wurde, und Valentin Korte, der 1528 lutherischer Prediger an der Heilig-Geist-Kirche wurde und im September 1529 den Orden endgültig verließ.
Der Stadtrat von Rostock veröffentlichte am 3. Januar 1531 einen Erlass, mit dem er den evangelischen Prädikanten das Predigen ausdrücklich gestattete und Missstände im katholischen Klerus kritisierte. Die katholischen Geistlichen waren zur Mitarbeit an einer neuen Kirchenordnung eingeladen, reagierten aber nur zögerlich und unzureichend, so dass zu Ostern Anfang April 1531 in ganz Rostock die Feier der heiligen Messe zwar untersagt, aber noch fünf Monate geduldet wurde. Ein Ratsbeschluss vom 29. April 1531 verbot allen Ordensleuten, den Habit außerhalb der Klöster zu tragen. Ab September 1531 waren die Bettelordenskirchen in der Stadt geschlossen, die Klöster wurden inventarisiert und standen unter strikter Kontrolle des Stadtrates.
Ende August 1534 wurde das Franziskanerkloster – zusammen mit dem Dominikanerkloster und dem Kloster der Fraterherren – aufgehoben, die Ordensleute wurden des Klosters verwiesen, bekamen aber das Bürgerrecht. Während im aufgehobenen Dominikanerkloster einige Brüder wohnen blieben, ist von den Franziskanern nach diesem Termin nichts mehr zu hören. Im Franziskanerkloster wurde ein Armenhaus, 1624 ein Waisenhaus eingerichtet. Der westliche Abschnitt der Straße Bei St. Katharinen bis zur Ecke Pferdestraße erhielt deshalb die heutige Bezeichnung Beim Waisenhaus. Ursprünglich bezeichnete Bei St. Katharinen die gesamte Straße zwischen Grube(nstraße) und Fauler Straße. Die erhaltenen Bücher der Klosterbibliothek gelangten 1842 zur Universitätsbibliothek von Rostock.

### Nachnutzung der Gebäude

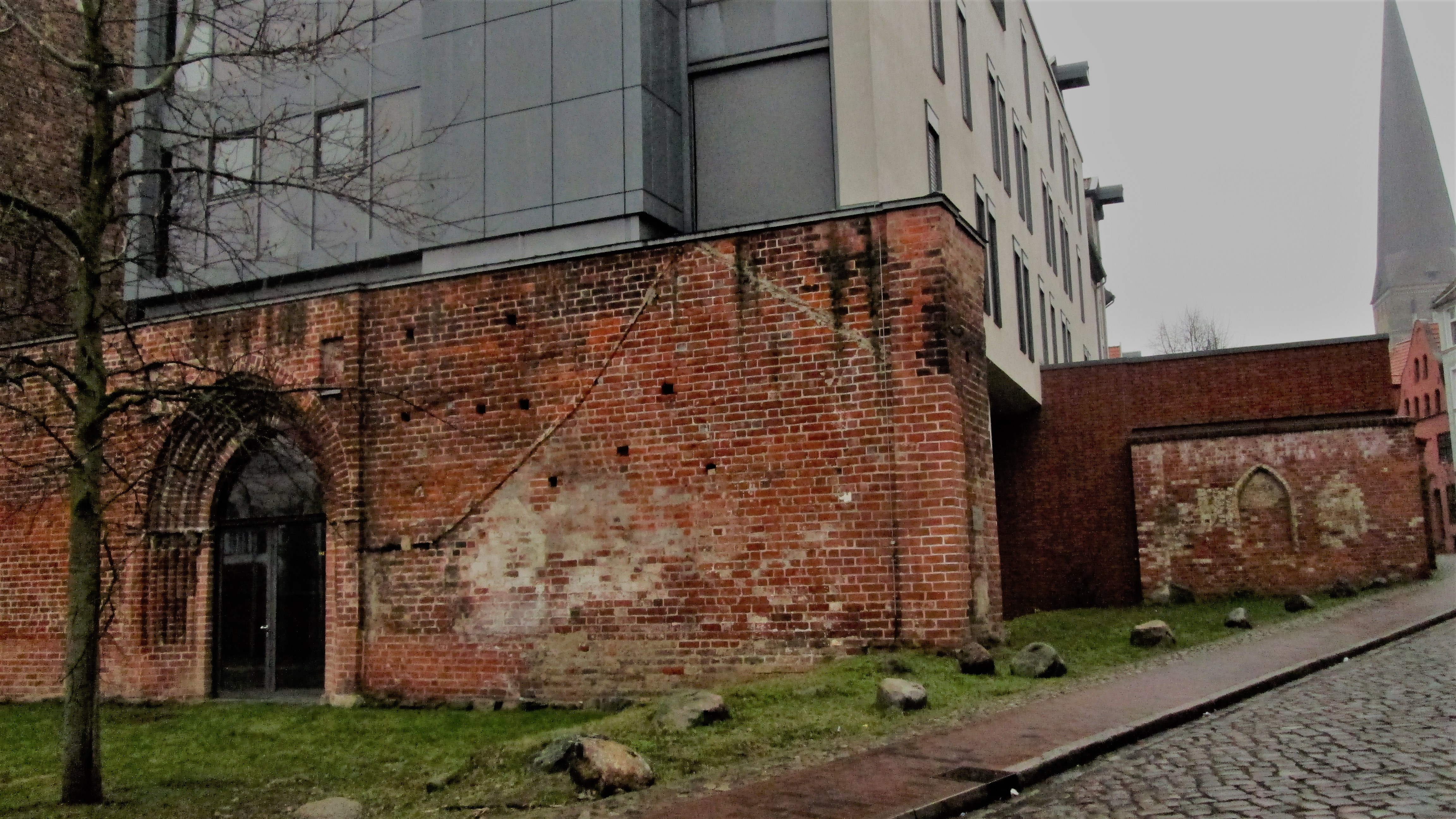
Das erhaltene Eingangsportal und der südliche Kapellenanbau der Klosterkirche

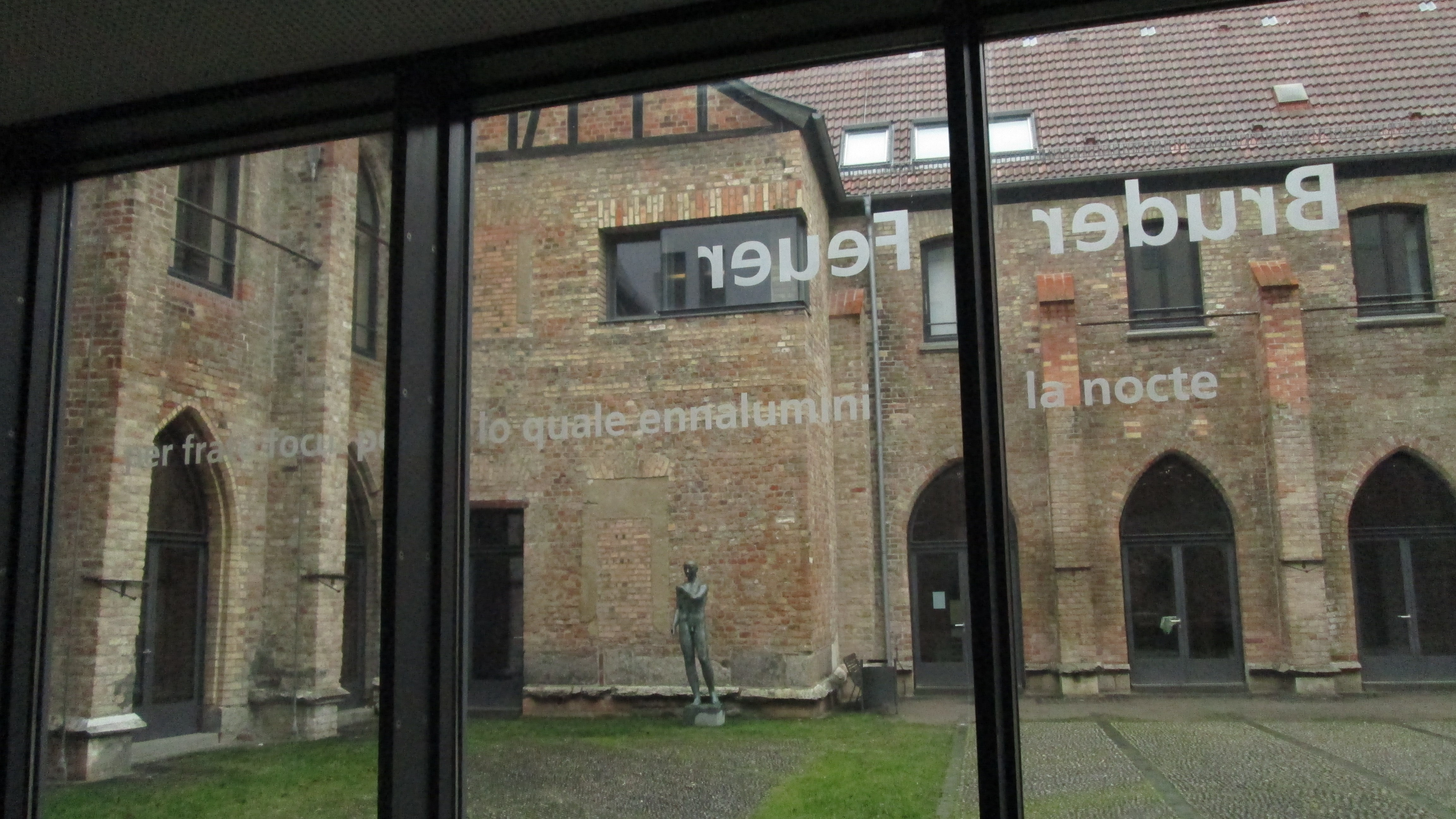
Auf den Fenstern zum Innenhof der Hochschule finden sich in Anklang an die Klostergeschichte Zitate aus dem Sonnengesang des Franz von Assisi, hier Laudato si', mi' signore, per frate focu, per lo quale enn’allumini la nocte „Gelobt seist du, mein Herr, für Bruder Feuer, durch den du die Nacht erhellst.“

Beim Stadtbrand von 1677, der die historische Altstadt und die nördliche Mittelstadt zu großen Teilen vernichtete, wurde die Klosterkirche bis auf den Chor zerstört. Vom Langhaus sind lediglich der untere Teil der Westwand aus dem späten 13. Jahrhundert mit dem Eingangsportal und Knospenkapitellen sowie der südliche Kapellenanbau erhalten. In den ehemaligen Klosterräumen findet man bis heute einige gotische Gewölbe, die aufgrund archäologischer Forschungen aus einer späteren Bauphase (ab dem 14. Jahrhundert) stammen dürften.
Der verbliebene Chor wurde zunächst zur Notkirche, später zum Speicher umgebaut, so dass man seine ursprüngliche Funktion nicht mehr erkennen kann. Während der Besetzung Rostocks durch die Franzosen diente dieses Gemäuer 1806/07 als Lazarett. 1728 wurden die übrigen Klosterräumlichkeiten als Zuchthaus und Werkhaus, später als Industrieschule genutzt, ab 1834 diente der Chor als psychiatrische Heilanstalt. Im 20. Jahrhundert wurde die Klosteranlage bis 1991 als Altenheim „St.-Katharinen-Stift“ genutzt.
Ab 1998 wurde das Katharinenstift zur Hochschule für Musik und Theater umgebaut. Bis 2001 wurden die vorhandenen Gebäude saniert und mit neuen Gebäudeteilen ergänzt. Die Bauphase wurde für umfangreiche archäologische Grabungen genutzt. Im Klosterhof finden Open-Air-Veranstaltungen statt, das ehemalige Refektorium ist heute Orgelsaal, das Dormitorium Kammermusiksaal. Dabei wurde Altes und Neues nicht miteinander vermischt, die neuen Gebäudeteile heben sich von den historischen deutlich ab.

## Brüder mit Leitungsaufgaben
Die Oberen werden vom Provinzkapitel gewöhnlich für drei Jahre ernannt, wiederholte Ernennung ist möglich. Namen und Jahreszahlen bezeichnen die nachweisbare Erwähnung. Ein Guardian ist in den Franziskanischen Orden der Obere eines Konvents, der Vizeguardian oder Vikar sein Stellvertreter.

### Guardiane
- Eylardus (vor 1243–1248)[25]
- Marcwardus (1265)
- Nikolaus de Wolteke (Nikolaus von Woltecke) (1285, 1308)
- Conradus (1300)
- Johannes Ricbode (1346–1351)
- Hermanus (1362)
- Brnadus (1373)
- Petrus Rosa (1374)
- Mathias (1379–1385)
- Mathias Lovenborch (1436–1443)[26]

### Vizeguardian
- Bertel (1443)

### Principale
Beim Principal handelte es sich möglicherweise um den lector principalis, den „ersten Lektor“ an einem Studienhaus des Ordens.
- Jaspar Siveke (1524)
- Valentin Korte (1529)[29]

### Lektoren
Die Lektoren (auch Lesemeister) unterwiesen den Ordensnachwuchs in Philosophie und Theologie. Die Nennung Rostocker Lektoren könnte als Hinweis auf ein beim Konvent bestehendes Studienhaus der Saxonia gedeutet werden. Wenn mehrere Lektoren tätig waren, konnte es neben dem lector principalis einen lector secundarius geben.
- Johannes de Hitteren (1346)
- Johannes Rodenkerke (1385)
- Valentin Korte (1528)
- Peter Bruen (1531)[30]